# Mats Grambusch
Mats Grambusch, född den 4 november 1992 i Mönchengladbach, är en tysk landhockeyspelare.

## Karriär
Mats Grambusch debuterade i det tyska landslaget 2011. Han ingick i det tyska landhockeylaget som tog brons vid OS 2016 och silver vid OS 2024.